# Fußball-Europameisterschaft 2016/Polen
Dieser Artikel behandelt die polnische Nationalmannschaft bei der Fußball-Europameisterschaft 2016 in Frankreich. Für Polen war es die dritte ununterbrochene Teilnahme. Das Team schied im Viertelfinale nach einem 3:5 im Elfmeterschießen gegen Portugal aus.

## Qualifikation

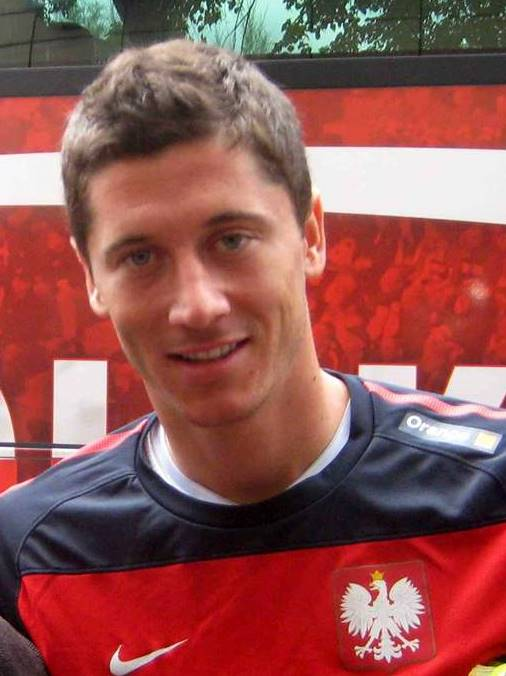
Robert Lewandowski, bester Torschütze der Qualifikation

Polen absolvierte die Qualifikation zur Europameisterschaft in der Gruppe D. Die polnische Mannschaft schoss dabei die meisten Tore aller 53 Qualifikationsteilnehmer und stellte mit Robert Lewandowski (13 Tore) den besten Torschützen. Dabei erzielte er gegen Georgien in den Schlussminuten einen Hattrick. In den Qualifikationsspielen gelang auch erstmals ein Sieg gegen Deutschland. Da aber in einigen Spielen Punkte abgegeben wurden, musste sich die Mannschaft am Ende mit dem zweiten Platz hinter Weltmeister Deutschland zufriedengeben, gegen den das einzige Spiel verloren wurde. Insgesamt setzte Nationaltrainer Adam Nawałka 28 Spieler ein, aber nur Grzegorz Krychowiak und Robert Lewandowski kam in allen zehn Spielen zum Einsatz. Zu ihren ersten Länderspielen kamen in der Qualifikation Filip Starzyński und Bartosz Kapustka in den beiden Spielen gegen Gibraltar. Dabei erzielte Kapustka 11 Minuten nach seiner Einwechslung auch sein erstes Länderspieltor.
Im Laufe der Qualifikation kletterte Polen, das die WM 2014 noch verpasst hatte von Platz 61 der FIFA-Weltrangliste zwischenzeitlich auf Platz 30 im Juli 2015, fiel danach aber wieder zurück.

### Spiele
Alle Resultate aus polnischer Sicht.
| Datum      | Spielort                                        | Gegner      | Ergebnis  | Torschützen |
| ---------- | ----------------------------------------------- | ----------- | --------- | --- |
| 07.09.2014 | Estádio Algarve, Faro/Loulé, (PRT)              | Gibraltar   | 7:0 (1:0) | 1:0, 2:0 Kamil Grosicki (11., 48.), 3:0, 4:0 Robert Lewandowski (50., 53.), 5:0 Łukasz Szukała (58.), 6:0, 7:0 Robert Lewandowski (86., 90.+2′)                                                           |
| 11.10.2014 | PGE Narodowy, Warschau                          | Deutschland | 2:0 (0:0) | 1:0 Arkadiusz Milik (51.), 2:0 Sebastian Mila (88.) |
| 14.10.2014 | PGE Narodowy, Warschau                          | Schottland  | 2:2 (1:1) | 1:0 Krzysztof Mączyński (11.), 1:1 Shaun Maloney (18.), 1:2 Steven Naismith (57.), 2:2 Arkadiusz Milik (76.)                                                                                              |
| 14.11.2014 | Boris-Paitschadse-Nationalstadion, Tiflis (GEO) | Georgien    | 4:0 (0:0) | 1:0 Kamil Glik (51.), 2:0 Grzegorz Krychowiak (71.), 3:0 Sebastian Mila (73.), 4:0 Arkadiusz Milik (90.+2′)                                                                                               |
| 29.03.2015 | Aviva Stadium, Dublin (IRL)                     | Irland      | 1:1 (1:0) | 1:0 Sławomir Peszko (26.), 1:1 Shane Long (90.+1′) |
| 13.06.2015 | PGE Narodowy, Warschau                          | Georgien    | 4:0 (0:0) | 1:0 Arkadiusz Milik (62.), 2:0, 3:0, 4:0 Robert Lewandowski (89., 90.+2′, 90.+3′) |
| 04.09.2015 | Commerzbank-Arena, Frankfurt am Main, (DEU)     | Deutschland | 1:3 (1:2) | 1:0 Thomas Müller (12.), 0:2 Mario Götze (19.), 1:2 Robert Lewandowski (37.), 1:3 Mario Götze (82.) |
| 07.09.2015 | PGE Narodowy, Warschau                          | Gibraltar   | 8:1 (4:0) | 1:0, 2:0 Kamil Grosicki (8., 15.) 3:0, 4:0 Robert Lewandowski (18., 29.), 5:0, 6:0 Arkadiusz Milik (56., 72.) 7:0 Jakub Błaszczykowski (59./Elfmeter), 8:0 Bartosz Kapustka (73.), 8:1 Jake Gosling (87.) |
| 08.10.2015 | Hampden Park, Glasgow (SCO)                     | Schottland  | 2:2 (1:1) | 1:0 Robert Lewandowski (3.), 1:1 Matt Ritchie (45.), 1:2 Steven Fletcher (62.), 2:2 Robert Lewandowski (90.+4′)                                                                                           |
| 11.10.2015 | PGE Narodowy, Warschau                          | Irland      | 2:1 (2:1) | 1:0 Grzegorz Krychowiak (13.), 1:1 Jon Walters (16./Elfmeter), 2:1 Robert Lewandowski (42.) |

### Tabelle
| Pl.                     | Land        | Sp. | S | U | N  | Tore    | Diff. | Punkte |
| ----------------------- | ----------- | --- | - | - | -- | ------- | ----- | ------ |
| 1.                      | Deutschland | 10  | 7 | 1 | 2  | 024:900 | +15   | 22     |
| 2.                      | Polen       | 10  | 6 | 3 | 1  | 033:100 | +23   | 21     |
| 3.                      | Irland      | 10  | 5 | 3 | 2  | 019:700 | +12   | 18     |
| 4.                      | Schottland  | 10  | 4 | 3 | 3  | 022:120 | +10   | 15     |
| 5.                      | Georgien    | 10  | 3 | 0 | 7  | 010:160 | −6    | 09     |
| 6.                      | Gibraltar   | 10  | 0 | 0 | 10 | 002:560 | −54   | 0      |
| Stand: 11. Oktober 2015 |             |     |   |   |    |         |       |        |

## Vorbereitung
Nach dem Ende der Qualifikation gewannen die Polen in Warschau zunächst am 13. November mit 4:2 gegen EM-Neuling Island und vier Tage später wurde durch ein 3:1 gegen Tschechien ein weiterer EM-Teilnehmer besiegt, wobei mit Paweł Dawidowicz ein Neuling zu seinem ersten Einsatz kam. Am 23. März 2016 wurde in Posen gegen Serbien mit 1:0 und drei Tage später in Breslau gegen Finnland mit 5:0 gewonnen, zwei Mannschaften, die sich nicht für die Endrunde qualifizieren konnten. Am 1. Juni verloren sie ein Testspiel gegen die ebenfalls nicht für die EM qualifizierten Niederländer in Danzig mit 1:2. Am 6. Juni kam Polen ohne Robert Lewandowski gegen die auch nicht qualifizierten Litauer in Krakau nur zu einem torlosen Remis.

## Kader
Ein vorläufiger Kader mit 28 Spielern wurde am 12. Mai 2016 präsentiert. Die Spieler kamen von 24 Vereinen aus 10 Ländern. Nur der polnische Meister Legia Warschau und Lechia Gdańsk stellten mit drei bzw. zwei Spielern mehr als einen Spieler.
| Nr.        | Name                 | Verein            | Geburts- datum | Länderspiel- einsätze | Länderspiel- tore | Debüt    | Anzahl der Spiele | Tor      | Gelbe Karte | Gelb-Rote Karte | Rote Karte |
| Torhüter   | Torhüter             | Torhüter          | Torhüter       | Torhüter              | Torhüter          | Torhüter | Torhüter          | Torhüter | Torhüter    | Torhüter        | Torhüter   |
| ---------- | -------------------- | ----------------- | -------------- | --------------------- | ----------------- | -------- | ----------------- | -------- | ----------- | --------------- | ---------- |
| 12         | Artur Boruc          | AFC Bournemouth   | 20. Feb. 1980  | 63                    | 0                 | 2004     |                   |          |             |                 |            |
| 22         | Łukasz Fabiański     | Swansea City      | 18. Apr. 1985  | 30                    | 0                 | 2006     | 4                 |          |             |                 |            |
| 01         | Wojciech Szczęsny    | AS Rom            | 18. Apr. 1990  | 27                    | 0                 | 2009     | 1                 |          |             |                 |            |
| Abwehr     |                      |                   |                |                       |                   |          |                   |          |             |                 |            |
| 04         | Thiago Cionek        | US Palermo        | 21. Apr. 1986  | 6                     | 0                 | 2014     | 1                 |          |             |                 |            |
| 15         | Kamil Glik           | FC Turin          | 3. Feb. 1988   | 42                    | 3                 | 2010     | 5                 |          | 1           |                 |            |
| 03         | Artur Jędrzejczyk    | Legia Warschau    | 4. Nov. 1987   | 20                    | 3                 | 2010     | 5                 |          | 2           |                 |            |
| 02         | Michał Pazdan        | Legia Warschau    | 21. Sep. 1987  | 18                    | 0                 | 2007     | 5                 |          | 1           |                 |            |
| 20         | Łukasz Piszczek      | Borussia Dortmund | 3. Juni 1985   | 47                    | 2                 | 2007     | 4                 |          | 1           |                 |            |
| 18         | Bartosz Salamon      | Cagliari Calcio   | 1. Mai 1991    | 8                     | 0                 | 2013     |                   |          |             |                 |            |
| 14         | Jakub Wawrzyniak     | Lechia Gdańsk     | 7. Juli 1983   | 49                    | 1                 | 2006     |                   |          |             |                 |            |
| Mittelfeld |                      |                   |                |                       |                   |          |                   |          |             |                 |            |
| 16         | Jakub Błaszczykowski | AC Florenz        | 14. Dez. 1985  | 80                    | 16                | 2006     | 5                 | 2        |             |                 |            |
| 06         | Tomasz Jodłowiec     | Legia Warschau    | 8. Sep. 1985   | 45                    | 1                 | 2008     | 5                 |          |             |                 |            |
| 11         | Kamil Grosicki       | Stade Rennes      | 8. Juni 1988   | 40                    | 8                 | 2008     | 5                 |          | 1           |                 |            |
| 21         | Bartosz Kapustka     | KS Cracovia       | 23. Dez. 1996  | 8                     | 2                 | 2015     | 4                 |          | 3           |                 |            |
| 10         | Grzegorz Krychowiak  | FC Sevilla        | 29. Jan. 1990  | 35                    | 2                 | 2008     | 5                 |          |             |                 |            |
| 08         | Karol Linetty        | Lech Posen        | 2. Feb. 1995   | 10                    | 1                 | 2014     |                   |          |             |                 |            |
| 05         | Krzysztof Mączyński  | Wisła Krakau      | 23. Mai 1987   | 17                    | 1                 | 2013     | 5                 |          | 1           |                 |            |
| 17         | Sławomir Peszko      | Lechia Gdańsk     | 19. Feb. 1985  | 38                    | 2                 | 2008     | 3                 |          |             |                 |            |
| 23         | Filip Starzyński     | Zagłębie Lubin    | 27. Mai 1991   | 3                     | 1                 | 2014     | 1                 |          |             |                 |            |
| 19         | Piotr Zieliński      | FC Empoli         | 20. Mai 1994   | 15                    | 3                 | 2013     | 1                 |          |             |                 |            |
| Angriff    |                      |                   |                |                       |                   |          |                   |          |             |                 |            |
| 09         | Robert Lewandowski   | FC Bayern München | 21. Aug. 1988  | 77                    | 34                | 2008     | 5                 | 1        |             |                 |            |
| 07         | Arkadiusz Milik      | Ajax Amsterdam    | 28. Feb. 1994  | 27                    | 10                | 2010     | 5                 | 1        |             |                 |            |
| 13         | Mariusz Stępiński    | Ruch Chorzów      | 12. Mai 1995   | 3                     | 0                 | 2013     |                   |          |             |                 |            |

Trainer: Adam Nawałka
1. 1 2  Stand: 12. Juni 2016.

### Spieler, die nur im vorläufigen Kader standen
Am 19. Mai fiel Paweł Wszołek aufgrund eines im Training erlittenen Unterarmbruchs für die EM aus. Außerdem muss Maciej Rybus aufgrund eines Schulterbruches für das Turnier passen. Die restlichen Spieler fielen am 30. Mai aus dem endgültigen Kader.
| Position   | Name             | Verein           | Geburts- datum | Länderspiel- einsätze | Länderspiel- tore | Debüt | EM-Spiele |
| ---------- | ---------------- | ---------------- | -------------- | --------------------- | ----------------- | ----- | --------- |
| Tor        | Przemysław Tytoń | VfB Stuttgart    | 4. Jan. 1987   | 14                    | 1                 | 2010  | 3 (2012)  |
| Abwehr     | Paweł Dawidowicz | Benfica Lissabon | 20. Mai 1995   | 1                     | 0                 | 2015  |           |
| Abwehr     | Maciej Rybus     | Terek Grosny     | 19. Aug. 1989  | 41                    | 2                 | 2009  | 1 (2012)  |
| Mittelfeld | Paweł Wszołek    | Hellas Verona    | 30. Apr. 1992  | 8                     | 2                 | 2012  |           |
| Angriff    | Artur Sobiech    | Hannover 96      | 12. Juni 1990  | 13                    | 2                 | 2012  | 0 (2012)  |

## Endrunde
Bei der am 12. Dezember 2015 stattgefundenen Auslosung der sechs Endrundengruppen war Polen in Topf 3 gesetzt. Polen wurde der Gruppe C mit Qualifikationsgegner Deutschland zugelost. Als weitere Gegner wurden Nordirland sowie die Ukraine zugelost, der Co-Gastgeber der letzten EM. Gegen alle drei hat Polen eine negative Bilanz. Gegen Deutschland konnte zuvor nur in dieser EM-Qualifikation gewonnen werden, sechsmal reichte es zu Remis, 13 Spiele wurden verloren, darunter das erste EM-Endrundenspiel 2008. Gegen Nordirland und die Ukraine konnte die Bilanz aber bei der Endrunde ausgeglichen werden. Denn gegen die Nordiren gab es in zuvor neun Spielen drei Siege, zwei Remis und vier Niederlagen und gegen die Ukraine in sieben Spielen je zwei Siege und Remis sowie drei Niederlagen, zuletzt zweimal in der Qualifikation für die WM 2014.
Nach einem 1:0 gegen Nordirland, womit die Bilanz zwar ausgeglichen wurde und die Polen erstmals ein EM-Spiel gewannen, die Überlegenheit gegen die weitgehend defensiv eingestellten Nordiren aber nicht zum Ausdruck kommt, kam es gegen Deutschland zu einem torlosen Remis, wobei insbesondere Arkadiusz Milik der Siegtorschütze aus dem ersten Spiel einige sehr gute Torchancen vergab. Mit einem 1:0 gegen die Ukraine durch Jakub Błaszczykowski, dem als ersten Polen das zweite Tor bei einer EM gelang, glichen sie dann auch die Bilanz gegen die Ukrainer aus und wurden nur aufgrund der weniger geschossenen Tore „nur“ Gruppenzweiter hinter Deutschland, das ein Tor mehr gegen die Ukraine erzielte.
Im Achtelfinale trafen sie in Saint-Étienne auf die Schweiz, die zwei Tage länger Pause nach ihrem letzten Gruppenspiel hatte. Polen gewann im Elfmeterschießen 5:4 und zog damit ins Viertelfinale ein.
Gegner im Viertelfinale war Portugal, das sich in seinem Achtelfinale durch ein Tor in der Verlängerung gegen Kroatien durchsetzen konnte, das in seiner Gruppe die Spanier auf Platz 2 verwiesen hatte. Polens Robert Lewandowski schoss bereits in der 2. Minute das 1:0. In der 33. Minute traf Renatos Sanches zum Ausgleich. Das Spiel wurde mit 5:3 im Elfmeterschießen für Portugal entschieden.
Durch die EM-Spiele verbesserte sich Polen in der FIFA-Weltrangliste um elf Plätze auf Platz 16 und konnte damit die bisher beste Platzierung vom September 2007 wiederholen.

### Gruppenphase
| Pl. | Land        | Sp. | S | U | N | Tore    | Diff. | Punkte |
| --- | ----------- | --- | - | - | - | ------- | ----- | ------ |
| 1.  | Deutschland | 3   | 2 | 1 | 0 | 003:000 | +3    | 07     |
| 2.  | Polen       | 3   | 2 | 1 | 0 | 002:000 | +2    | 07     |
| 3.  | Nordirland  | 3   | 1 | 0 | 2 | 002:200 | ±0    | 03     |
| 4.  | Ukraine     | 3   | 0 | 0 | 3 | 000:500 | −5    | 0      |

| So., 12. Juni 2016 um 18:00 Uhr in Nizza       |   |            |           |
| Polen                                          | – | Nordirland | 1:0 (0:0) |
| Do., 16. Juni 2016 um 21:00 Uhr in Saint-Denis |   |            |           |
| Deutschland                                    | – | Polen      | 0:0       |
| Di., 21. Juni 2016 um 18:00 Uhr in Marseille   |   |            |           |
| Ukraine                                        | – | Polen      | 0:1 (0:0) |

### K.-o.-Phase
|                                                                |   |          |                                 |
| Achtelfinale: Sa., 25. Juni 2016 um 15:00 Uhr in Saint-Étienne |   |          |                                 |
| Schweiz                                                        | – | Polen    | 1:1 n. V. (1:1, 0:1), 4:5 i. E. |
| Viertelfinale: Do. 30. Juni 2016 um 21:00 Uhr in Marseille     |   |          |                                 |
| Polen                                                          | – | Portugal | 1:1 n. V. (1:1, 1:1), 3:5 i. E. |